# Pinkish
Pinkish（ピンキッシュ）は、日本の女性ボーカル&ダンスユニット。埼玉県加須市のご当地アイドルである。「ご当地アイドル殿堂入り」。2016年に活動休止。

## 概要
幅広い世代への「童謡」の普及と、「加須市」および「埼玉県」の観光・物産・文化・スポーツ等の魅力を広く外部発信し、地元を活性化することをめざし、全国で活動した。地元加須市出身の作曲家下総皖一などの童謡を、童謡のフレーズが含まれたノリのいい曲 にリメイクし振付つきで歌っていた。童謡以外の曲も多い。どこか懐かしい"癒し系"。「ハイブリッド童謡アイドル」、「童謡のアイドルユニット」 などのキャッチコピーが紹介文に使われた。
メンバーは加須市か、その近隣の市町村から選ばれた。
ピンキッシュというグループとして活動している時は苗字を含まない名前のみを名乗るが、個人として活動している時は苗字を含めた本名を名乗ることになっていた。
大型ショッピングモールやライブハウスでのライブ、インターネットテレビへの出演、テレビとタイアップしたアイドルイベント、官庁・地方公共団体のイベントなどで活動した。川の国埼玉フォトコンテストPR大使に選ばれるなど、埼玉県の顔としても活動した。埼玉県や各市町村などのイベントは、ほぼ実費で出演。
2016年3月27日をもって活動休止した。

## メンバー

### 現在のメンバー
- 春菜（中里春菜、なかざと はるな、1992年1月27日 - 、3代目リーダー、埼玉県加須市出身）- 天然キャラ[12]
- 真央（西浦真央、にしうら まお、1992年12月20日 - 、埼玉県蓮田市出身）- 食いしん坊キャラ
- 葵（湯本葵、ゆもと あおい、1993年9月25日 - 、埼玉県春日部市出身）- まじめキャラ

### 卒業したメンバー
- 香菜絵（中村香菜絵、なかむら かなえ、1993年6月6日 - 、埼玉県出身）
- 未来 （斎通未来、さいつう みく、1988年8月13日 - 、埼玉県出身）
- 佳織 （中里佳織、なかざと かおり、1988年12月18日 - 、埼玉県加須市出身）- 2代目リーダー
- 麻実 （青木麻実、あおき まみ、1991年7月24日 - 、埼玉県加須市出身）
- 美波 （小林美波、こばやし みな、1991年6月24日 - 、埼玉県加須市出身）
- 美穂 （白井美穂、しらい みほ、1991年1月3日 - 、埼玉県加須市出身）
- 貴子 （安藤貴子、あんどう たかこ、1980年8月4日 - 、栃木県小山市出身）- 初代リーダー

## 背景
ピンキッシュは、まちづくり、地域おこしの一つの形として誕生した。
2002年、大利根町（現・加須市）商工会青年部は創立20周年を迎え、記念事業を行うことになった。商工会青年部が考えたのは、従来行われていた著名人を迎えての講演会ではなく、何か別の面白いことができないか、ということであった。また、そこには町に対して何かできないか、町を元気付けようという思いもあった。そこで、大利根町は童謡の作曲家下総皖一の生誕の地であり、「童謡のふる里おおとね」をまちづくりのコンセプトにしているので、それを面白い形でPRできないだろうかと考えた。
そんな時、テレビで放送されていたモーニング娘。の姿を見て「童謡を歌うグループを作ったらいいのでは」「町を挙げて応援し、モーニング娘。のような全国区で活躍できるグループに育てれば、大利根町のPRになる」 というアイデアに行き着いた。
こうして、多くの人に応募してもらうために副賞を沖縄旅行とした、「歌姫ユニットオーディション」が開催されることとなった。
グループ名については公募が行われた。商工会青年部は当初、地元名産のイチゴと米にちなんだ「苺米」（読み方：ストロベリーライス）に仮決定したが、メンバーが猛反対。イチゴをイメージさせるピンク色と、若さのフレッシュを組み合わせた「ピンキッシュ」という名前になった。
商工会青年部はグループの活動期間を一年限りと考えていたが、歌姫ユニットオーディションの時の子供たちの真剣な目を見て、期限を設けず継続して取り組むことに決めた。

## 略歴

### 2002年
- 9月8日、「歌姫ユニットオーディション決勝大会」を開催し、貴子、佳織を含むメンバー5人で「歌姫ユニット」結成。新ユニットの名前を公募した[19]。
- 10月27日、初ライブを行う。会場は旧栗橋町で開催されたフリーマーケット[20]。
- 11月10日、第7回おおとね童謡のふる里まつり(商工まつり)にて、公募で決まったユニット名を発表。この時のステージは、10トントラックの荷台の上であった[21]。

### 2003年
- 6月1日、第2期生オーディションが行われ[22]、春菜と麻実が加入。当時ふたりは小学校の同級生であり、誘い合って応募し合格した。なお、春菜は佳織の妹である。
- 10月1日、自主製作アルバム『キラキラ★のカンヅメ』をリリース[23]。
- 10月26日、初主演映画「初恋のふる里」公開[24]。

### 2004年
- 公式ホームページ開設[25]。
- 4月4日、スタッフとしてピンキッシュを演出してみたいとの理由により、貴子が卒業[26]。佳織、美穂、春菜、麻実の4人体制になり、佳織が新リーダーとなった。

### 2005年
- 8月12日、愛知万博にて公演[27]。

### 2006年
- 3月、学業に専念するため、美穂が卒業。
- 3月26日、第3期生として美波が加入。
- 4月26日、アルバム『PS.童謡のふる里から』をリリース。

### 2007年
- 2008年まで存在した着うた配信サイト「ぴゅあどる!!うたげっちゅ」に参加。当時PCサイトトップページで見ることができたCMムービーでは、最初に登場していた[28]。
- 全国の地方新聞社によるウェブショップ「47CLUB（よんななクラブ）」の「ご当地大使のとっておき地元ナビ」に、埼玉県代表として登場[29]。
- 9月1日、童謡を基としない初のオリジナル曲「GOAL」を発表[注 3]。サッカーを題材とした応援歌的な内容となっている。
- 結成5周年を記念して大利根町の名産品「つるつきいちご」のオリジナルキャラクターを作り、名前を公募[31][注 4]。
- メンバー名表記を結成時からのローマ字表記から漢字表記に変更。2007年9月に結成5周年を迎え新たなスタートを切ったということや、童謡という日本の文化を大切にするというコンセプトを踏まえたもの[34]。

### 2008年
- レーベルを自社設立のZERO-9 Diskに移籍。
- 2月、オリジナルキャラクターの名前を「乙音（おとね）ちゃん」に決定。富士見市在住の小学4年生の女の子が考案。「乙女」と「音楽」を組み合わせたもの[33][注 4]。
- 2月1日より1ヶ月間、イオン浦和美園、北戸田、与野の店内広場スクリーンにて「埼玉県からのお知らせ」を放映。BGMに「ゆめみるいちご」が使われた。
- 2月16日、「クールアースMUSIC #03」にて「ゆめみるいちご」を発表。「ゆめみるいちご」は、全歌詞をメンバーが作詞した初めての曲である。
- 2月17日、NACK5スタジアム大宮のWエリア（ホーム側スタンド）裏側壁面に、ピンキッシュの名前が入った大宮アルディージャ記念プレートがはめ込まれた[注 5]。
- 3月30日、「たなばたさま　〜彩の国バージョン〜」発表[注 6]。
- 4月1日、埼玉県管理の観光サイト「埼玉ちょ〜でぃーぷな観光協会」トップページに、「鉄腕アトム」、「らき☆すた」、「仮面ライダー電王」と並び写真が掲載される[36]。「エンタメ課」のページにはピンキッシュの紹介文があった[37]。
- 7月12日、9月から約半年のアメリカ留学に伴う佳織の一時休業を発表[38]。
- 8月31日、「かもめの水兵さん」(シングル「ゆめみるいちご」収録)を発表[注 7]。
- 9月21日、ファーストシングル「ゆめみるいちご」をリリース。
- 9月22日、佳織がアメリカ留学に出発。

### 2009年
- 2月18日、佳織がアメリカ留学から帰国。
- 3月14日、全員がピンキッシュを卒業することを発表[41][注 8]。
- 4月4日、「pinkish卒業ライブ〜またどこかで〜」が行われ、佳織、美波、春菜、麻実の4人全員が卒業。
- 6月7日、オーディションにより第4期メンバーを36人から選出[42]。新メンバーは未来、真央、香菜絵、葵の4人。
- 7月22日、「第21回全国生涯学習フェスティバル」"まなびピア埼玉2009"の100日前イベント「さいたまスーパーアリーナ夏祭りinまなびピア」にて第4期ピンキッシュが公式デビュー[43]。
- 10月17日、4月に卒業した春菜が3代目リーダーとして復帰。5人体制となる。

### 2010年
- 7月2日、未来が卒業することを発表[44][45]。
- 7月11日、「LOVE SAITAMA MUSIC #02 〜七夕の約束〜」が行われ、このライブをもって未来がピンキッシュを卒業[46]。
- 8月7日・8日、TOKYO IDOL FESTIVAL 2010出演。

### 2011年
- 2月19-20日、中華民国台湾の台北市にて開催された「Taipei Game Show（台北国際電玩展）」[47] 及び「Fancy Frontier17（開拓動漫祭）」にてライブを行う。これは同国高雄市に本社を置く大手ゲームメーカーである美嘉生電（Mega Biotech & Electronics）からの招聘によるもので、ピンキッシュ初の海外公演。また複数の現地マスメディアの取材も受け[48][49]、当日夜の報道番組ではライブの模様が放映された[50]。
- 7月24日、「LOVE SAITAMA MUSIC #03 〜Graduation & Starting All Over〜」が行われ、このライブをもって香菜絵がピンキッシュを卒業。
- 8月1日、ホームページを全面リニューアル[51]。
- 8月27日・28日、TOKYO IDOL FESTIVAL 2011出演。

### 2012年
- 3月31日、セカンドシングル「タイミング〜Timing」をリリース。これは中西圭三、小西貴雄作曲で1998年にブラックビスケッツが歌った曲の新規編曲によるカバーである。編曲担当は原曲と同じ小西貴雄。カップリングのオリジナル曲「僕らのマーチ」は、埼玉県「ゆる玉応援団」公式イメージソングである。
- 8月4日・5日、TOKYO IDOL FESTIVAL 2012出演。
- 9月5日、春菜がキリンビール「選ぼうニッポンのうまい! 2012キャンペーン」の埼玉県観光PRレディーとなる[52]。
- 12月9日、「Pinkish結成10周年記念ワンマンライブ〜感謝〜」を入場無料で市民プラザ加須にて行う[53]。約400名を動員し成功。結成10年を迎えて日本ご当地アイドル活性協会から『ご当地アイドル殿堂入り』に認定された[54]。

### 2013年
- 5月31日、サードシングル「JAMBO」をリリース。音楽の起源であるアフリカをテーマとした曲。「現代ポップスと童謡のミクスチャースタイル」、「ハイブリッド童謡」というキャッチコピーが使われた[55]。カップリングにはサイクリングをテーマとしたオリジナル曲「走れ!!」を収録。ともに作曲は小西貴雄、作詞はメンバーと初代リーダー安藤貴子である。
- 6月15日、ローソンプレゼンツ ジモドルフェスタ2013SUMMERに参加[56][57]。ローソン一日店長となる[58]。
- 8月5日、NHKの朝ドラ「あまちゃん」の公式応援サポーターとなる[59]。

### 2014年
- 4月、各都道府県をローカルアイドルが応援するNHKの「恋する地元キャンペーン」において埼玉県担当となる[60]。
- 4月26日、ベスト・アルバム『ザ・ベスト』を台湾でリリース。発表から約7年の「GOAL」を初めてCDに収録[61]。
- 8月6日、4thシングル「恋のカラフルパレット」をリリース。
- 台湾の歌手"ジュリリジュリラン未来ゴロゴロコロニー13世"と日台友好姉妹アイドルとなる[62]。
- 12月31日、台湾・高雄市で行われたカウントダウンイベント「月読満月祭」に出演[62]。

### 2015年
- 1月28日、5thシングル「とびだせ! 青春」をリリース。
- 2月1日、初の有料ホールライブをパストラル加須小ホールにて行う[63]。
- 12月20日、16年3月末での活動休止を発表。「Pinkishの理想の姿と現在のアイドルシーンとの間にずれが生じて来たため」[64]。

### 2016年
- 3月13日、ホノルルフェスティバルに出演[65][66]。英語圏での初ライブである。
- 3月27日、活動休止前の最後の公演[2]。

## 作品

### シングル
- ゆめみるいちご（2008年9月21日、ZNCL-0001）

1. ゆめみるいちご
2. かもめの水兵さん
3. たなばたさま
（『PS.童謡のふる里から』に収録されている「たなばたさま」とは別バージョン）[注 6]
4. ゆめみるいちご（Instrumental）

- タイミング〜Timing（2012年3月31日、ZNCL-0002）

1. タイミング〜Timing
2. 僕らのマーチ
3. タイミング〜Timing (Instrumental)
4. 僕らのマーチ (Instrumental)

- JAMBO（2013年5月31日、ZNCL-0003、iTunes Store配信あり）

1. JAMBO
2. 走れ!!
3. JAMBO (Instrumental)
4. 走れ!! (Instrumental)

- 恋のカラフルパレット（2014年8月6日、ZNCL-0004、iTunes Store配信あり）

1. 恋のカラフルパレット
2. ふる里
3. 恋のカラフルパレット (Instrumental)
4. ふる里 (Instrumental)

- とびだせ! 青春（2015年1月28日、ZNCL-0005）

1. とびだせ! 青春
2. おかしなじかん
3. とびだせ! 青春 (Instrumental)
4. おかしなじかん (Instrumental)

- はなむけのうた (2016年3月27日) [67]

1. はなむけのうた
2. GOAL 〜未来への光〜

### アルバム
- キラキラ★のカンヅメ (2003年10月1日、JUN-001)[23][68]

1. 野菊
2. 花火
3. もぐらのおじさん/しろねずみのうた
4. たなばたさま 03
5. koyukiふる夜のこぎつね

- PS.童謡のふる里から（2006年4月26日、MLCN-3025） - Magic Island Recordsレーベル

1. 花火
2. もぐらのおじさん
3. たなばたさま
4. 小雪ふる夜の小ギツネ
5. 野菊
6. 電車ごっこ
7. ふるさと
8. 花火（オリジナル）
9. たなばたさま（オリジナル）
10. 野菊（オリジナル）

- ザ・ベスト (2014年4月26日、KZP001A) - 台湾限定盤[61]

1. タイミング〜Timing〜
2. 僕らのマーチ
3. たなばたさま
4. かもめの水兵さん
5. ゆめみるいちご
6. JAMBO
7. 走れ!
8. Goal

### DVD
- 中里姉妹写真集DVD (2010年10月)
- Pinkish 10th anniversary Live "Thank You" (2013年1月20日)
- Pinkishワンマンライブ "あらためまして、Pinkishです!" (2015年) - 2015年2月1日のワンマンライブのDVD[69]。
- Pinkishだよ、全員集合! (2015年10月) - 2015年5月16日・17日のワンマンライブ[70] のDVD。春菜が編集した。
- Pinkish サイコロ十番勝負 台湾編 (2015年12月)
- Pinkish サイコロの旅 秩父・長瀞編 (2016年1月)
- PinkishラストワンマンライブDVD (2016年8月20日) [71]

### 写真集
- 中里姉妹写真集 (2010年)
- 写真集「Pinkish in Hawaii」(2016年3月27日) [69]
- Pinkishラストワンマンライブ写真集 (2016年8月) [71]

### 参加作品
- 天上の華 幕末恋華・新選組 DS オープニングテーマソング (2009年1月24日、VRID-0004、Vridge Records) - 春菜がコーラスで参加。
- TOKYO IDOL FESTIVAL 2010 (2011年2月9日、YRBN-90159/60、R&C LTD)[72]
- コバトン音頭 (2011年4月1日、AGP001) - ピンキッシュVer.収録[73]。
- サンドウィッチマンのご当地アイドル発掘団 VOL.2 埼玉&赤羽編(DVD) (2011年8月5日、DSTD03412、東映) - ゲスト出演。
- AI♡SUNNY (2014年11月5日、PJJM-003SA、禾廣娛樂股份有限公司、台湾の歌手"ジュリリジュリラン未来ゴロゴロコロニー13世"の曲) - 春菜がコーラスで参加[74]。
- レトロクリスマス (2015年2月4日、PJJM-004S、禾廣娛樂股份有限公司、台湾の歌手"ジュリリジュリラン未来ゴロゴロコロニー13世"のシングルSTAND BY MIRAIカップリング曲) - 春菜がコーラスで参加[75]。

## 出演

### 映画
- 初恋のふる里 (2003年、監督：小林浩隆)[68][76]
- ネムリバ（2010年、監督：園田 新） - 本人役としてカメオ出演

### テレビ
- こんにちは いっと6けん (2003年4月17日、NHK総合) [24] - 童謡の町にアイドル[77]
- ごごびん（2004年7月14日、テレ玉)[76]
- ごごたま（2006年5月4日、テレ玉） - ゲスト出演
- 好きです 埼玉（2006年12月17日、テレ玉）[78]
- ごごたま（2007年4月5日、テレ玉） - ゲスト出演
- ごごたま（2008年5月8日、テレ玉） - ゲスト出演
- 週刊彩の国ニュース（2008年6月14日、テレ玉） - ゲスト出演
- NEWS930（2010年1月8日、テレ玉）
- 彩の国ニュースほっと（2011年4月2日、テレ玉）
- サンドウィッチマンのご当地アイドル発掘団（2011年4月23日、TOKYO MX） - ゲスト出演[79]
- ごごたま（2011年8月16日、テレ玉） - ゲスト出演
- 彩の国ニュースほっと（2011年11月12日、テレ玉）
- ボビー's スタジアム（2012年1月14日、テレ玉） - ボーリング対決
- 大!天才てれびくん（2012年2月23日、NHK Eテレ） - おでかけ列島9500ゲスト出演
- ごごたま（2012年5月4日、テレ玉） - ゲスト出演
- iDOL Tunes（2012年6月1日[80]・2012年7月1日[81][82]、スカパー!Ch.663(PigooHD)）
- ボビー's スタジアム（2012年6月30日(前編)・7月7日(後編)、テレ玉 (チバテレビ、三重テレビ、tvkでも別日程で放送)） - ボビー・オロゴンがピンキッシュの事務所を訪問
- 発見!イケテルさいたま（2012年12月24日、テレ玉） - ピンキッシュの初冠番組
- 東武東上線-みなとみらい線直通記念特番「夕なび 湘南〜横浜」（2013年3月15日、J:COM横浜 (ケーブルテレビ)）
- ごごたま（2013年6月13日、テレ玉） - ゲスト出演
- NHKとっておきサンデー (2013年9月15日、NHK総合)[83]
- 全国あまちゃんマップ あなたの街おこしキャンペーン ▽埼玉県秩父市・小昼飯（2013年10月7日、NHK総合） - ピンキッシュが秩父市の町おこしを紹介[84]
- 地元アイドル大集合! にっぽん再発見 あなたの町おこしスペシャル（2013年12月29日、NHK BSプレミアム） - ご当地クイズ対決[85]
- なまら面白い俺が郷里のTVをちんちん見るばい!! (2014年1月7日・14日・21日・28日、NOTTV1) - ゲスト出演
- ゴジカル（2014年1月17日、四国テレビ） - ゲスト出演
- 春のTBS大感謝祭! もってけダービー2014（2014年3月29日、TBS） - ご当地アイドル相撲[86]
- IDOL REVUE ご当地アイドルお取り寄せ図鑑 第二章 by Pigoo（2014年5月14日[87]・2014年8月20日[88]、スカパー!Ch.241(BSスカパー!)）
- ごごたま（2014年9月5日、テレ玉） - ゲスト出演
- ご当地アイドルお取り寄せライブSP（2014年9月13日、スカパー!Ch.663(PigooHD)）[89][90]
- ごごたま（2014年10月17日、テレ玉） - ゲスト出演
- 恋する地元キャンペーン「ひるブラ 長瀞」11/18(火)放送予定（2014年11月14日、NHK総合 (別日程でNHK BSプレミアムでも放送)） - ピンキッシュが春日部市の町おこしを紹介[91]
- ごごたま（2014年11月28日、テレ玉） - ゲスト出演
- NEWS930（2015年1月22日、テレ玉）
- ローカルアイドル冠番組プロジェクト!! Wednesday #9 (2015年2月4日、スカパー! Kawaiian TV)[92]
- musicるTV（2015年4月13日、テレビ朝日）[93]
- ローカルアイドル冠番組プロジェクト!! #2 (2015年4月14日、スカパー! Kawaiian TV)[92]
- 埼玉徹底応援 オシどきっ!（2015年5月 (毎月1日更新リピート放送)、埼玉県内のJ:COM コミュニティチャンネル） - 番組最終回「LOVE埼玉パフォーマー全員集合!」[94]
- 全力美少女JUMP - 47都道府県アイドル - (2015年7月24日 - 9月25日、ワールド・ハイビジョン・チャンネル)[95]
- ローカルアイドル冠番組プロジェクト!! #18 (2015年8月3日、スカパー! Kawaiian TV)[92]
- ごごたま (2015年10月9日、テレ玉） - ゲスト出演
- お願い!ランキング (2016年1月25日、テレビ朝日) - 加須市の名産品を使った鍋を紹介

### インターネットテレビ
- pinkish青木麻実のHolyday Afternoon（2008年4月 - 2008年6月、スティッカムTV）[96]
6月14日放送分までは、ご意見番として和田琢磨が麻実と共にMCを担当。6月21日放送分のみ麻実が単独でMCを担当した。ゲストは、春菜と美波が交替で登場していた。
- 湯原まりえ&中里佳織（pinkish）「CHAZAWAステーション」（2008年4月 - 2008年6月、スティッカムTV、毎週金曜日 20:30 - 21:30）[97][98]
毎週月曜から金曜まで放送されている「CHAZAWAステーション」において、佳織が湯原まりえや、そらまめくん(森田桂介)とともに金曜日のMCを担当していた。
- 下キタ━(゜∀゜)━!!（2008年6月 - 2008年7月、スティッカムTV、毎週金曜日 20:30 - 22:00）
「CHAZAWAステーション」がリニューアルされ、2008年6月から「下キタ━(゜∀゜)━!!」という番組名になった。引き続き、佳織が湯原まりえや、そらまめくんとともにMCを担当していたが、留学準備のため7月で番組を降板した。
- すっピンキッシュ!（2008年8月 - 2008年12月、スティッカムTV）
麻実、春菜、美波の3人が出演していた番組。『pinkish青木麻実のHolyday Afternoon』の後継番組といえる。
- ピンキッシュのP!P!P!のP!（2009年1月 - 2009年3月、スティッカムTV）
「すっピンキッシュ!」がリニューアルされた番組。引き続き、麻実、春菜、美波の3人が出演。最終回のみ佳織も出演し、4人での放送となった。
- VS2(バーサスバーサス) (2009年5月 - 2009年10月、スティッカムTV)[99]
春菜と姉の佳織、尾高もえみ、茜ゆかこが出演する番組。茶沢ストリートスタジオより配信。
- 中里姉妹&トイズカーニバルの六本木★ナイト（2009年11月 - 2010年3月、スティッカムTV、第1・第3金曜日20:00 - 21:00）[100]
春菜と佳織、TOYS CARNIVAL、そしてピンキッシュメンバーの中から交替で1人が出演する番組。六本木aliveで収録。2010年から小沢あいかがアシスタントとして参加。
- 中里姉妹&pinkishの六本木★ナイト2（2010年4月 - 2010年9月、スティッカムTV、第1・第3金曜日20:00 - 21:00）
春菜と佳織、三等分、小沢あいか、そしてピンキッシュメンバーの中から交替で1人が出演する番組。六本木aliveで収録。
- さん・いち・ご☆ちゃんねる（2010年10月 - 2011年4月、スティッカムTV、Ustream、第1・第3木曜日19:00 - 19:45）
春菜と佳織、三等分、そしてピンキッシュメンバーの中から交替で1人が出演する番組。中野シバリー・ベーススタジオで収録。
- ご当地アイドルフェスティバル (トンパテレビ、2012年4月30日) [101][102]
- PLUG-IN Shibuya Watch (2015年6月17・29日・7月29日・9月21日・10月6[103]・7[104]・13日・11月7日、ニコニコ生放送/Ustream) - ゲスト出演[105]
- PIN!PIN!PINKISH!（2015年7月 - 2016年3月、SHOWROOM、木曜日20:00 - ）
ピンキッシュが出演する番組。鷲宮のZERO-9スタジオで収録。
- PLUG-IN Shibuya Watch Monday PLUGの輪じゃ! (2015年10月26日[106]・11月30日、Ustream)
ピンキッシュが木曽さんちゅう他と共同でMCを担当。渋谷PLUGで収録。
- ザ☆木曽さんちゅうアワー (2016年7月7日 -、インターネット放送局シーウェイブ(配信サイト: FRESH! by AbemaTV, Ustream, YouTube Live)、第1・第3木曜日22:00 - 22:50) - 葵がパートナーとして出演[107]。北千住のCwave studioで収録。

### ラジオ
- ピン・ピン・ピンキッシュ! (2005年4月 - 2005年?月、伊勢原FM)[108]

### インターネットラジオ
- pinkishのGirls Sound Netradio（2007年5月 - 2008年3月、キャステラ）
番組開始当初は和田琢磨がMCを担当していたが、舞台出演のため降板。その後、ピンキッシュメンバーが交替でMCを務めるようになった。
- 超銀河団スターちゃんねるVol.2（2013年12月29日、HiBiKi Radio Station） - ゲスト出演[109]

### ゲーム
- 幕末恋華 新選組 DS（ディースリー・パブリッシャー） - オープニング曲に春菜がコーラスで参加。

### 新聞連載
- 未来へジャンプ! ピンキッシュストーリー（2015年1月24日 - 12月19日、埼玉新聞） - 隔週掲載

### 関連書籍
- 埼玉の音楽家100人（2007年11月1日、人物新報社） - pinkish「ボーカル&ダンスのアイドルユニット 童謡を全国へ発信」ISBN 978-4903365046
- 埼玉のおきて (2014年3月20日、アース・スター エンターテイメント発行、泰文堂発売) ISBN 978-4803005486

### 新聞掲載
- 埼玉新聞 （2003年3月18日 朝刊） - 『歌姫ユニット童謡を熱唱 特養ホームでピンキッシュ』
- 埼玉新聞 （2003年10月6日 朝刊1面） - 『歌姫ユニット「ピンキッシュ」 自主映画で全国PR 渡辺徹も出演』
- 朝日新聞 （2004年8月4日 朝刊埼玉版） - 『ご当地アイドルで町振興』
- 埼玉新聞 （2004年8月17日 朝刊） - 『この夏、初のライブツアー 大利根の歌姫ユニット「ピンキッシュ」』
- 埼玉新聞 （2004年8月28日 朝刊） - 『歌姫「ピンキッシュ」成長に笑顔』
- 東京新聞 （2004年10月18日朝刊） - 『「ご当地アイドル」羽ばたく 「童謡のふる里」埼玉・大利根町 4人組「ピンキッシュ」 町おこしから全国へ』
- 産経新聞 （2004年12月31日 朝刊埼玉版） - 『さいたまアリーナ満員にするぞ』
- 朝日新聞 （2005年5月19日 朝刊埼玉版） - 『ピンキッシュ 人気上昇中』
- 埼玉新聞 （2005年7月2日 朝刊） - 『童謡アイドルピンキッシュ あす七夕コンサート』
- 日本農業新聞 （2005年7月7日 社会面） - 『農村アイドル☆売り出し中』
- 埼玉新聞 （2006年5月7日 朝刊1面） - 『童謡アレンジ 全国へ 夢はさいたまアリーナ』
- 読売新聞 （2006年5月9日、埼玉版） - 『童謡アイドル 全国デビュー』
- 毎日新聞 （2006年5月11日 朝刊） - 『大利根町出身のアイドルグループ、全国デビュー』
- 産経新聞 （2006年5月17日 朝刊埼玉版） - 『童謡アイドルよろしくね』
- 朝日新聞 （2006年5月20日 朝刊埼玉版） - 『ポップス調童謡 少女らCD発売』
- 埼玉新聞 （2006年8月11日 朝刊） - 『ピンキッシュが来る 大宮カタクラパーク あすから夏祭り』
- 埼玉新聞 （2006年9月8日 朝刊） - 『ご当地アイドルで町おこし ファン集まり地元に活気 埼玉でも「ピンキッシュ」など活躍』
- 読売新聞 （2007年11月16日 朝刊埼玉版） - 『童謡アイドルが新キャラクター』
- 朝日新聞 （2007年11月21日 朝刊埼玉版） - 『地元歌手4人組 キャラに名前を』
- 読売新聞 （2008年2月5日 朝刊埼玉版） - 『「ピンキッシュ」の生みの親 石川茂樹』
- 埼玉新聞 （2008年2月20日 朝刊） - 『ピンキッシュキャラクター "乙音ちゃん"に決定』[110]
- 朝日新聞 （2008年2月21日 朝刊埼玉版） - 『ピンキッシュのキャラ名「乙音」 名付け親は富士見の小4』
- 埼玉新聞 （2008年7月2日 朝刊） - 『川の国フォトコンテスト募集開始 PR大使にピンキッシュ』
- 埼玉新聞 （2009年1月27日 朝刊） - 『ピンキッシュに下総皖一音楽賞 童謡ライブでPRに貢献』
- 埼玉新聞 （2009年4月19日 朝刊） - 『卒業・・・新生ピンキッシュへ 5月にオーディション』
- 埼玉新聞, 読売新聞 （2009年6月26日 朝刊, 読売新聞は埼玉版） - 『新生ピンキッシュお披露目』『童謡歌う新4人娘 大利根町役場でお披露目』
- 毎日新聞 (2009年6月29日 朝刊埼玉版) - 『pinkish: 大利根発の4人組アイドル 新メンバーがデビュー』[111]
- 東京新聞 （2009年7月3日 朝刊埼玉版） - 『新生「ピンキッシュ」22日始動 大利根拠点「童謡歌姫ユニット」 今秋CD発売も予定』
- 埼玉新聞 （2009年7月10日 朝刊） - 『ピンキッシュが観光PR大使に』
- 読売新聞 （2009年7月11日 朝刊埼玉版） - 『「ピンキッシュ」観光PR大使』
- 東京新聞 （2009年7月17日 朝刊埼玉版） - 『観光PR大使にピンキッシュ 水辺観光スポットを紹介』
- 埼玉新聞 （2009年7月23日 朝刊） - 『まなびピア100日前でPR』
- 埼玉新聞 （2009年10月18日 朝刊） - 『ピンキッシュもPR　三郷でプレ「まなびピア」』
- 日刊自動車新聞 (2009年11月11日 朝刊) - 『ユーパーツがリサイクル部品をPR 埼玉のエコイベント』[112]
- 埼玉新聞 (2010年6月17日 朝刊) - 『歌や笑いで魅力発信 「勝手に埼玉応援隊」結成』
- 読売新聞 （2010年6月19日 朝刊埼玉版） - 『「埼玉応援隊」知事が任命書』
- 夕刊フジ (2010年10月18日 夕刊) - 『萌えドル図鑑 中里春菜 自然と歌が大好き』[113]
- 埼玉新聞 （2010年10月21日 朝刊） - 『【映画「ネムリバ」に登場する埼玉の地ネタ】ピンキッシュ』
- 読売新聞 （2011年5月2日 朝刊埼玉版） - 『加須のアイドル「ピンキッシュ」が新曲』
- 埼玉新聞 （2012年3月25日 朝刊） - 『「ゆる玉ソング」収録 新しい魅力をCDに』
- 埼玉新聞, 読売新聞 （2012年7月28日 朝刊, 読売新聞は埼玉版） - 『薄れる水害の記憶を次代へ』『自分の地域に関心を 春菜』『過去の経験から学ぼう 真央』『水害を自分の問題として 葵』
- 埼玉新聞 （2012年9月4日 朝刊） - 『西武ドームで初のフェス 埼玉の魅力大集合』
- 読売新聞 （2012年12月9日 朝刊埼玉版） - 『ピンキッシュ10周年ライブ 加須のアイドル 感謝の思い込め歌う』
- 読売新聞 （2013年2月16日 朝刊埼玉版） - 『ご当地アイドル競演 県内からピンキッシュ』
- 埼玉新聞, 読売新聞, 上毛新聞, 朝日新聞 （2013年6月22日 朝刊, 読売新聞は埼玉版, 朝日新聞は群馬版） - 『治水対策はもちろん大切。でも、私にもすべきことがある。生命を守るために－  ピンキッシュ 中里春菜』
- 読売新聞 （2014年1月3日 朝刊埼玉版） - 『アイドルあきらめずに』[114]
- 読売新聞 （2014年3月3日 朝刊埼玉版） - 『サイバー犯罪撲滅 アイドルが応援隊』
- 埼玉新聞 （2015年1月12日 朝刊） - 『＜成人式＞ピンキッシュが地元・加須でサプライズステージ』[115]
- 朝日新聞 （2015年1月28日 朝刊埼玉版） - 『進化へ初単独ライブ 童謡ユニット「ピンキッシュ」』
- スポーツニッポン （2015年4月12日） - 『群雄割拠のご当地アイドル そろそろ日本一を決めようじゃないか』[116]
- 朝日新聞 （2015年5月17日 朝刊埼玉版） - 『ご当地アイドル 交通安全をPR』
- 埼玉新聞 (2015年12月28日 朝刊1面) - 『さきたま抄』
- 埼玉新聞 (2016年2月20日 朝刊) - 『Pinkish 感謝の思い凝縮 来月27日活動休止前ライブ』[117][118]
- 埼玉新聞 (2016年3月20日 朝刊) - 『13年半の感謝込め Pinkishすべて出し切りたい 27日加須でラストライブ』[119]
- 朝日新聞 (2016年3月26日 朝刊) - 『ピンキッシュ活動休止 あす加須で最終ライブ』[120]
- 読売新聞 (2016年3月27日 朝刊埼玉版) - 『ピンキッシュ活動休止へ』[121]
- 埼玉新聞 (2016年3月28日 朝刊) - 『ピンキッシュまた会おうよ 加須でラストライブ 13年半活動に「節目」』[122][123]
- 埼玉新聞 (2016年3月29日 朝刊1面) - 『さきたま抄』[124]
- 埼玉新聞 (2016年12月24日 朝刊) - 『追跡2016(5): 新たな道3人が模索 時の経過で見えたもの』

### 雑誌・広報誌掲載
- 童謡のふる里おおとねだより No.455 15頁 (2002年12月1日) - 『歌姫ユニットの名前が決まりました ピンキッシュを応援してください』
- 童謡のふる里おおとねだより No.460 11頁 (2003年5月1日) - 『ピンキッシュがNHKでも紹介 ピンキッシュ第2期生オーディション開催決定』
- 童謡のふる里おおとねだより No.466 (2003年11月1日) - 『町民のアイディアで 童謡を全国の若者たちに さらに広がる町民のアイディア「童謡のふる里を映画に」』[125]
- クール ウィズ ピンキッシュ!! 水辺スポットめぐり 『童謡歌姫pinkishと行く 満点「涼」スポット満載!!』
- 週刊特報 2004年5月24日号 (2004年5月10日、洋泉社) - 産直アイドル特集
- 童謡のふる里おおとねだより No.473 (2004年6月1日) - 『ピンキッシュの映画「初恋のふる里」川口で上映予定』[126][127]『私の童謡のふる里づくり 第2回 石川茂樹 「おらがまちからアイドルを!商工会青年部の挑戦」』[128]
- 月刊ピカパラ（2004年6月10日、英和出版社）
- Vividly! （第13号2004年7月[129]・第26号2007年10月[30] 発行） - 表紙『pinkish（大利根町が生んだアイドルユニット ピンキッシュ）』
- 童謡のふる里おおとねだより No.480 20頁 (2005年1月1日) - 『みんなの広場: 明日へ向かって輝け"ピンキッシュ"!』
- アイドルまるかじり名鑑2005（ぴあ株式会社）
- the press (テレビ埼玉)[130]
- 埼玉自治（2005年3月18日 埼玉県自治研究会） - 『地域資源を生かしたまちづくり―「まちづくり共有データベース」の整備― 童謡のアイドルユニット「ピンキッシュ」』
- 商工会（2005年3月号 全国商工会連合会）
- 4年の学習（2005年1学期号、学習研究社）
- 教育音楽 小学版/中学・高校版（2005年8月号、音楽之友社）
- DIME（2005年10月6日、小学館）
- 童謡のふる里おおとねだより No.491 11頁 (2005年12月1日) - 『第10回おおとね童謡のふる里まつり』[131]
- バモス（大宮アルディージャ　オフィシャルサッカーマガジン）
- 童謡のふる里おおとねだより No.496 18頁 (2006年5月1日) - 『童謡のふる里から全国へ! ご当地アイドル ピンキッシュ 待望の全国CDデビュー』
- 月刊ピアノ（2006年5月20日、ヤマハ ミュージック メディア）
- ちょっくら 夏号vol.30（2008年7月1日発行）
- 童謡のふる里おおとねだより No.529 10頁 (2009年2月1日) - 『きらめきニュース: ご当地アイドルPinkish☆「彩の国下總皖一童謡音楽賞」受賞』
- 童謡のふる里おおとねだより No.535 15頁 (2009年8月1日) - 『フォトアルバム 6月25日(木): 新生ピンキッシュが町を表敬訪問』
- 加須市観光ガイドブック 加須の四季色 (2011年3月、加須市) [132]
- サイタマニア (2011年5月29日、埼玉新聞社)
- 週刊SPA!2011年11月1日号 (2011年10月25日、扶桑社) [133]
- 全国あいどるmap 2012-2013（2012年6月30日、エンターブレイン）
- TJ MOOK あえるアイドル大百科 (2012年8月2日、宝島社) ISBN 978-4800201171
- ガレージア（2012年11月号 (株)プロトリオス） - 春菜が表紙[134]
- 別冊Discover Japan 地域ブランドのつくりかた (2013年10月9日、枻出版社)
- Tokyo graffiti（2014年2月23日、グラフィティ）
- ベストカー4月26日号（2014年3月26日、講談社）
- 加須市観光ガイドブック かぞYOU(悠)遊 (2015年3月、加須市） - ピンキッシュの写真56枚掲載[135]
- まっぷるご当地アイドル (2015年7月13日、昭文社）ISBN 978-4-398-27710-7[136]
- Kataru (webマガジン)[137][138][139][140]
- エキサイティングマックス! (2015年12月26日、ぶんか社) - ご当地アイドルの創り方
- るるぶ特別編集 埼玉県加須 (2016年4月、加須市商業観光課) - ピンキッシュの写真20枚掲載[141]

### 官庁・地方公共団体のイベント
- 大利根町青少年フェスティバル（2002年12月20日、大利根町）[142]
- 小山ロックフェスティバル（2003年10月17日、小山市）[24]
- 彩の国まごころ国体 開催100日前記念イベント (2004年7月19日、文部科学省・埼玉県・日本体育協会)
- 童謡フェスティバルINおおとね（2004年11月23日・2005年11月23日、大利根町) - 振付講座など[143]
- 加須市民平和祭 (2004年 - 2015年、加須市民平和祭実行委員会(委員長: 加須市長[144]))[24]
- 第72回郵政記念日イベント (2005年4月21日、栗橋郵便局) - 一日郵便局長になる[145]。
- 熊谷養護学校 北埼玉・鴻巣地区 PTAコミュニティ体験 (2005年7月31日、埼玉県教育局熊谷特別支援学校)[146]
- 少年の主張大会 (2005年9月3日、埼玉県・埼玉県教育委員会・青少年育成埼玉県民会議) - ゲスト出演[147]
- 彩の国食と農林業ドリームフェスタ (2005年 - 2015年、主催: 彩の国食と農林業の祭典実行委員会、後援: 農林水産省他[148])[149]
- 彩の国食と農林業ハーモニーフェスタ (2005年 - 2008年、主催: 彩の国食と農林業の祭典実行委員会、後援: 農林水産省他)[150]
- ミュージックフェスタ (2006年11月3日、大利根町教育委員会)[151]
- 深谷市産業祭 (2006年11月18日、深谷市産業祭実行委員会 (深谷市他から構成))[152]
- 国際フェア (2006年 - 2015年、主催: (公財)埼玉県国際交流協会、共催: JICA東京、後援: 埼玉県・さいたま市他[153]) - 医療生協さいたま健康フェスタ、さいたまTHE(地)スイーツフェア、コープみらいフェスタと同時開催[154]
- エコ・カーフェア埼玉2007 (2007年11月17日、(独法)環境再生保全機構・エコ・カーフェア埼玉2007実行委員会 (埼玉県他から構成))[155]
- まなびピア埼玉2009関係各種イベント (2009年7月22日 - 2010年2月19日、第21回全国生涯学習フェスティバル」実行委員会 (文部科学省・埼玉県他から構成[156])) - ライブ出演[157] やクイズ[158]・ステージ発表[159] 進行役
- 夏休みComeCome埼玉キャンペーンin池袋 (2009年7月24日、川越市・長瀞町) - 池袋駅でチラシを配布
- 埼玉国際ジュニアサッカー大会2009 (2009年7月24日、埼玉県・さいたま市・埼玉県サッカー協会・埼玉県公園緑地協会)[160]
- 長瀞町観光キャンペーン (2009年7月31日、長瀞町・(社)長瀞観光協会・長瀞町商工会・秩父鉄道)[161]
- 埼玉県立誠和福祉高等学校生徒による子育て支援ルーム「誠和キッズ」 (2009年8月20日、埼玉県教育局誠和福祉高等学校)[162]
- わくわくスポ文まつり (2009年9月12日、主催: 県関係公社等(財)埼玉県公園緑地協会、後援: 熊谷市他)[163]
- 浮きウキフェスタ21 (2009年11月8日、埼玉県県土整備部水辺再生課)[164]
- 旅行商品「埼玉体験旅くらぶ」 (2010年1月23日[165]・9月26日、埼玉県産業労働部観光課・(株)JTB首都圏)[166] - ピンキッシュがバスガイド[167]
- 動画サイト「コバトンTheムービー」開設 (2010年2月15日、埼玉県産業労働部産業拠点整備課)[168][169]
- 地域音楽のつどい&ピンキッシュコンサート (2010年3月7日、草加市)[170]
- 緑のトラスト夏まつり&川の再生キャンペーン (2010年7月24日、埼玉県・(財)さいたま緑のトラスト協会) - ピンキッシュが通行人にアンケート調査[171]
- 交通安全フェアin加須 (2010年9月25日・2015年5月16日[172]・9月19日、加須警察署・加須交通安全協会) - 反射板・シートベルトカバー等を配布[173]
- 人づくり・ものづくりフェア埼玉2010 (2010年10月30日、埼玉県・行田市・熊谷市・鴻巣市他)[174]
- 第33回よこぜまつり (2010年10月31日、横瀬町) - 勝手に埼玉応援隊のピンキッシュを勝手に応援しまショー[175]
- 埼玉B級ご当地グルメ王決定戦 (2010年11月21日・2011年5月1日、埼玉県産業労働部観光課他)[176]
- 埼玉サイクリングフェスティバルおよび事前広報イベント (2010年 - 2015年、埼玉県(埼玉サイクリングフェスティバル実行委員会))[177]
- 川の再生交流会 (2011年1月29日、埼玉県産業労働部観光課)[178]
- 春の全国交通安全運動 (2011年05月11日、埼玉県・埼玉県警察他)[179]
- 第24回県民総合体育大会 スポーツフェスティバル2011 (2011年5月29日、埼玉県他)[180]
- みどりの再生とことんトーク (2011年6月12日、埼玉県環境部みどり再生課)[181]
- 動画サイト「サイタマどうが」開設 (2011年7月15日、埼玉県県民生活部広聴広報課)[4][182][183]
- 埼玉県知事選挙の街頭啓発 (2011年7月29日、埼玉県選挙管理委員会)[184]
- 川の再生キャンペーン (2011年8月6日[185]・2012年6月30日[186]、埼玉県県土整備部水辺再生課)
- 子ども大学くまがや (2011年10月8日、埼玉県・熊谷市・滑川町・立正大学) - 入学式にて司会およびライブ[187]
- スポーツ通勤広報キャンペーン「体育の日スペシャル　健康・体力チェック&スポーツ通勤体験コーナーINトレインフェスタ」(2011年10月10日、埼玉県教育局スポーツ振興課)[188]
- 食品の不適正表示防止啓発ポスター及び啓発クリアファイルの作成 (2011年・2012年、埼玉県農林部農産物安全課) - ピンキッシュ写真入り[189]
- 朝霞地区四市文化団体連絡協議会設立30周年記念童謡コンサート (2012年6月2日、朝霞市・志木市・新座市・和光市) [190]
- 埼玉フェスタ (2012年8月31日・2015年9月13日、彩の国さいたま魅力づくり推進協議会(事務局: 埼玉県)・埼玉西武ライオンズ)
- 童謡のふる里おおとね市民まつり (2012年11月23日・2015年11月22日、加須市)
- 性犯罪撲滅キャンペーン (2013年6月3日、埼玉県警察本部・埼玉犯罪被害者援助センター) - 防犯ブザーなどを配布。一日警察官になる[191]。
- 埼玉県暴力団排除条例施行2周年キャンペーン (2013年8月1日、埼玉県警察本部・(公財)埼玉県暴力追放・薬物乱用防止センター)[192]
- 秋季痴漢犯罪防止キャンペーン (2013年10月7日、埼玉県警察本部地域部鉄道警察隊他) - 一日鉄道警察隊長になる[193]。
- アニメ・マンガまつり in 埼玉 (2013年10月20日、埼玉県・(公財)埼玉県産業文化センター)[194]
- 冬の交通事故防止運動キャンペーン (2013年12月1日、大宮警察署・埼玉県警察本部・埼玉県)
- サイバー犯罪撲滅キャンペーン (2014年2月23日、大宮警察署・埼玉県警察本部生活安全部サイバー犯罪対策課・日本国際映画著作権協会) - クリアファイルを配布[195]。
- キッズ&ファミリーコンサート (2014年6月29日、さくら市教育委員会氏家公民館)[196]
- 渡良瀬遊水地まつりin KAZO (2014年9月28日、渡良瀬遊水地まつりin KAZO実行委員会(加須市))[197]
- 家族を振り込め詐欺から守ろうキャンペーン (2014年10月15日、上尾警察署・埼玉県警察本部)[198] - イベント出演およびFM NACK5ラジオCM
- 薬物乱用防止キャンペーン (2014年10月17日・2015年1月12日、主催: 埼玉県医薬品登録販売者協会、共催: 埼玉県[199]) - 浦和駅でティッシュなどを配布[200]。
- 埼玉県フェア2014 (2014年11月14日、埼玉県・イオン)[201]
- 振り込め詐欺防止キャンペーン〜Pinkishを迎えて〜 (2015年10月15日、春日部警察署・埼玉県警察本部生活安全部生活安全企画課) - 啓発品を配布[202][203]
- 「埼玉県女性消防団員の日」創設記念フェス (2015年11月1日、埼玉県危機管理防災部消防防災課)[204]
- ウェスタ川越 県民ふれあいフェスタ (2015年11月3日、ウェスタ川越 指定管理者NeCST、後援:埼玉県・福島県他)[205]
- 童謡の姉妹都市 さくら市&加須市しゃぼん玉コンサート (2016年1月16日、さくら市教育委員会他)[206]
- 第17回障害者福祉施設利用者交流会〜笑いながらいこう! みんなのことば&Pinkishコンサート〜 (2016年1月29日、川越市障害者福祉施設連絡協議会)[207]
- 埼玉サイクルエキスポ2016 (2016年2月13日、埼玉県他)[208]

### 受賞歴ほか
- ふるさとづくり賞受賞 (2005年11月14日、埼玉県知事)[209]
- 川の国埼玉フォトコンテスト[注 9]PR大使 (2008年6月30日 -、埼玉県) - 埼玉県内の水辺の観光スポットのPR大使。ピンキッシュは、「フレッシュで活動的なイメージがコンテストの趣旨に合致している」「県観光連盟の会員であり、利根川が流れる大利根町出身のグループである」「グループ結成以来、意欲的に県や大利根町の観光・物産等のPR活動をしており、地域の活性化に大きく貢献している」等の理由によりPR大使を委嘱されることとなった[210]。
- 平成20年度彩の国下總皖一童謡音楽賞受賞 (2009年1月15日、埼玉県県民生活部文化振興課) - 幅広い世代への童謡の普及を図るため、県内はもとより全国各地で下總皖一の作品を中心とした童謡ライブを行い、童謡の普及に貢献しているというのが受賞理由[211]。
- 第21回全国生涯学習フェスティバル「まなびピア埼玉2009」PR大使[212] 及びキャンペーンソング[43] (2009年)
- 川の国埼玉観光PR大使 (2009年7月9日 -、埼玉県)[213] - 上田清司埼玉県知事より「川の国埼玉観光PR大使」として委嘱。上田知事より直々に委嘱状が交付される[214]。
- 勝手に埼玉応援隊 (2010年 -、埼玉県)[10][215]
- 加須市観光大使 (2010年 -、加須市観光協会)[216]
- 埼玉県新車ディーラー中古車統一フェア モーターフェスタ イメージガール (2011年 - 2015年、(一社)日本自動車販売協会連合会 埼玉県支部　埼玉県自動車販売店協会)[217][218]
- サイバー犯罪撲滅応援隊 (2014年 -、埼玉県警察本部生活安全部サイバー犯罪対策課)[219]
- 感謝状を受領 (2014年、埼玉県警察本部生活安全部長) - 振り込め詐欺被害防止への貢献に対するもの
- 加須市交通安全広報大使 (2015年1月22日 -、加須警察署)[220]